# Коморски франак
Коморски франак је званична валута на Коморима. Скраћеница тј. симбол за франак је CF а међународни код KMF. Франак издаје Централна банка Комора а новац се производи у Француској. У 2005. години инфлација је износила 3%. Један франак се састоји од центима.
Постоје новчанице у износима 500, 1000, 2000, 5000 и 10000 франака и кованице у износима 1, 2, 5, 10, 25, 50 и 100 франака.